# Lobotomy Corporation
『Lobotomy Corporation』 （ロボトミーコーポレーション）は、2018年に大韓民国のインディーゲームスタジオProject Moonによって制作、公開されたゲームソフト。内容はホラーストラテジーマネージメント・シミュレーションゲーム。
同スタジオは続編として2020年に『Library of Ruina』をWindows及びXbox One向けにリリースした。
また、2023年にはAndroid/iOS/Windows向けに3作目となる『Limbus Company』をリリースしている。

## 概要
プレイヤーは、「アブノーマリティ」と呼ばれる奇妙な存在から、エネルギーを抽出する企業 Lobotomy Corporationの新人管理人であり、この過程を監督する任務を負っている。プレイヤーは、毎日のエネルギーの「ノルマ」を果たすために、これらのアブノーマリティに「作業」するように部下に命令する。四つの作業の命令選択の誤り等でアブノーマリティが逃亡した場合は、彼らを「鎮圧」する必要がある。
開発者のKim Jihoonによると、このゲームはSCP財団およびキャビン (映画)の影響を受けている。

## 登場人物
X
プレイヤー。Lobotomy Corporationの新人管理人として部下に命令を送りアブノーマリティーをからエネルギーを抽出する責務を負う。
アンジェラ
青髪の女性の姿をした高性能AI。管理人のアシスタントを担当する。
A
Lobotomy Corporationの創設者。
B
Xに接触を試みる謎の人物。

### セフィラ
マルクト
コントロールチームのセフィラ。カチューシャをした短髪の女性の姿をしている。
生前の名前は「エリヤ」。
イェソド
情報チーム担当のセフィラ。紫髪の規律的な青年。
生前の名前は「ガブリエル」。
ホド
教育チームのセフィラ。長髪の女性。
生前の名前は「ミシェル」。
ネツァク
安全チームを担当する男性のセフィラ。緑色の長髪の青年で、業務に対してやる気のない態度を見せる。
生前の名前は「ジェバンニ」。生前はLobotomy Corporationの患者だった。
ティファレト
中央本部部門を統括する二人のセフィラ。少女と少年の姿をしている。
生前の名前は「リサ」「エノク」。
ゲブラー
懲戒チームを担当する女性のセフィラ。赤い長髪で、威圧的な性格。
生前の名前は「カーリー」。
ケセド
福祉チーム担当の青髪の男性セフィラ。
生前の名前は「ダニエル」。
ビナー
抽出チームのセフィラ。ミステリアスな女性の姿をしている。
生前の名前は「ガリオン」。
ホクマー
記録チームを担当するセフィラで白髪の男性。セフィラの中では珍しく、老人の姿をしている。
生前の名前は「ベンジャミン」。Aと共にLobotomy Corporationを創設した。

### その他
ケテル
設計チームを担当する。「ケテル」と言う名のセフィラは存在せず。「”あるシナリオ”を完遂するためにXとして無限の繰り返しを行った結果、”Aの意識を持っている人物”として分裂してしまったA達」に対する仮称である。3人存在しており、それぞれ「アベル」「アブラム」「アダム」の名前を持つ。アベルは髭を生やし、スーツを着た老人。アブラムは白い白衣を羽織った、灰色の髪で無精髭を生やした青年。アダムは「ケテル」のイメージである白を象徴するかのような、純白の衣装を着用した白色長髪の青年。本名は「アイン」。
アベルは度重なる繰り返しの果てに何も得られなかった倦怠感から先に進むことを諦めており、管理人に対して全てを諦めて引き返すよう諭してくる。彼の論説を否定するためには、上層のセフィラ達と共に見出した「真っ直ぐ立てる意志」「分別できる理性」「もっといい存在に成れるという希望」 「生き続けるという勇気」によって彼の問いに答える必要がある。
アブラムは 多くの者を犠牲にし、身の毛がよだつようなおぞましい行為をし続け、最終的にそれらを何も感じること無く行うようになった自身の罪に押しつぶされた。彼は前に進むことを諦め、管理人に対して、共に贖罪に費やすことを勧めてくる。彼の論説を否定するためには、中層のセフィラ達と共に見出した「存在意味に対する期待」「守り抜く勇気」「快く信じ任せられる相手」によって後悔にとらわれず先に進むことを示す必要がある。
アダムは「アブノーマリティこそが人間の真の姿であり、全人類をアブノーマリティにすることで救済する」という狂気じみた思想を掲げている。彼を止めるためには、下層のセフィラ達と共に見出した「鎖を断ち切り、恐怖と向き合う瞳」と「過去を受け入れ、未来を作りだす瞳」を以てこれを直視し、今度こそ「恐怖と向き合い、未来を作る(Face the Fear, Build the Future)」ことを証明する必要がある。

## 世界観
Lobotomy Corporation
本作の舞台。都市の17区に存在する翼でありL社とも呼ばれる。創立者はA。アブノーマリティと呼ばれる存在を管理することでエンケファリンというエネルギーを抽出する特異点を所有している。社訓は「恐怖に直面し、未来を造る」。
翼
都市において最高峰の会社。A~Z社まで有り、それぞれ特異点と呼ばれる技術を保有することで繁栄している。
巣
翼の担当地区の決められた場所の居住地、ここにいる限り、基本的な安息がもたらされる。
セフィラ
各部門の管理AIである。認知フィルターがかけられた状態では一見普通の人間に見えるが、実際はロボ型。会社に関係のあった人物を元に作られている。全員何かしらの欠陥を抱えており不安定である。そのため暴走を起こすが、管理人によって抑圧されることで本当の姿を現す。各セフィラの名称はセフィロトの樹に対応している。
アブノーマリティ
特定の人物から抽出された、または都市外に存在していた物や生物。L社はそれらを収容し、エンケファリンというエネルギーを取り出すことを目的としている。アブノーマリティには五つのリスクレベルが存在しており、順にZAYIN・TETH・HE・WAW・ALEPHと五つのレベルがある。ZAYINが管理の難易度が一番簡単、対象的にALEPHが管理の難易度が一番難しい。